# Valentin Porte
Valentin Porte (Versailles, 7 de setembro de 1990) é um handebolista profissional francês, medalhista olímpico

## Carreira
Valentin Porte integrou a Seleção Francesa de Handebol no Rio 2016, conquistando a medalha de prata.